# Qilij Arslan I
Jalāl al-Dawla Mālikshāh, anche Qilij Arslan (in arabo قلج أرسلان داود بن سليمان شاه‎?, Qilij Arslān Dāwūd ibn Sulaymān Shah, turco: Kılıç Arslan, la Spada Leone; 1079 – Piccolo Khabur, 1107), è stato un condottiero turco fu sultano del sultanato turco di Iconio (o di Rum) dal 1092 fino alla sua morte, nel 1107. Apparteneva alla dinastia selgiuchide.

## La presa di potere
Figlio e successore di Süleyman I nel 1086, egli divenne ostaggio nelle mani del Sultano selgiuchide Malik Shah I, finendo però per riacquistare piena libertà di movimenti poco prima della morte nel 1092 di Malik Shah. Qilij Arslan marciò allora, alla testa di contingenti turchi Oghuz Yiva e istituì un proprio dominio in Anatolia, con capitale Nicea (oggi İznik, sostituendo Amin al-Ghazni, il governatore nominato da Malikshah.
A seguito della morte di Malik Shah, le componenti tribali turche dei Danishmendidi, dei Mengugekidi, dei Saltuqidi, di Chaka, dei Bey Tengribirmishidi, degli Artuqidi e degli Akhlat-Shah cominciarono a organizzarsi autonomamente, con l'idea di ritagliarsi un proprio dominio nei territori a suo tempo conquistati dall'impero selgiuchide.
Gli intrighi dell'imperatore bizantino Alessio Comneno complicarono ulteriormente la situazione. Qilij Arslan sposò intanto la figlia dell'emiro Chaka, che aveva organizzato una potente flotta con l'aiuto dei greci smirnioti, grazie alla quale aveva creato gravi pericoli a Bisanzio, strappandogli le isole di Chios, Lesbo e Samo. Nel 1094 Qilij Arslan ricevette un messaggio di Alessio in cui questi lo informava che Chaka pensava di colpirlo per marciare poi contro i Bizantini. Qilij Arslan marciò allora con un esercito su Smirne, capitale di Chaka, e invitò suo suocero a un banchetto nella sua tenda, nel corso del quale lo fece uccidere.

## Il contrasto dei Crociati

L'Anatolia nel 1097, prima dell'assedio di Nicea; è inoltre contrassegnato il sito della battaglia di Manzicerta.

La figura di Qilij Arslan è conosciuta nella storia occidentale quasi solo per l'azione di contrasto attuata nei confronti dei Crociati che, dalla lontana Europa cristiana, si proponevano di conquistare la Siria-Palestina, prendendo il controllo del Santo Sepolcro di Gesù a Gerusalemme. Il sultano dovette mettere da parte le sue conflittualità con i danishmendidi e rivolgersi al pericolo proveniente da Civitot, a una giornata di marcia dalla sua capitale di  Nicea, di cui s'erano impadroniti i guerrieri e tedeschi con la croce.
La prima occasione di scontro fu il massacro dei partecipanti alla cosiddetta "crociata dei pezzenti" che, partita senza arte né parte dall'Europa, costituì il preludio alla vera e propria Crociata, guidata da Raimondo IV di Tolosa, Goffredo di Buglione, Boemondo di Taranto e Baldovino delle Fiandre. Qilij Arslān distrusse questo esercito di disperati in due occasioni, appena entrato nei suoi territori in Anatolia centrale, dopo che questi si erano resi responsabili di disordini e saccheggi e avevano osato marciare su Nicea.
Alla fine del 1097 una seconda ondata crociata investì il suo regno. Stavolta non si trattava solo di diseredati, ma di diverse schiere occidentali dirette in Palestina. I Franchi, sostenuti dai Bizantini, circondarono Nicea, capitale del sultanato, ma un tentativo di liberarla il 21 maggio fu vano e il sultano fu costretto ad abbandonare la città, che non sarebbe stata più turca per altri due secoli. A giugno, presso Dorileo, operò un ulteriore tentativo di contrattacco, ma l'imboscata tesa ai danni dei crociati non riuscì a sortire l'effetto sperato, anzi l'armata selgiuchide fu completamente annientata. Le voci della sconfitta si riverberarono in tutto l'oriente, diffondendo panico e sgomento. Nel 1101, ebbe modo di vendicarsi compiendo tre diverse operazioni militari con cui riuscì a eliminare ogni rinforzo cristiano intento ad attraversare l'Anatolia in direzione della Terra Santa (crociata del 1101).